# Santa Majestad de Caldes de Montbui
La Santa Majestad es la imagen del Cristo Majestad que se venera en la iglesia parroquial de Santa Maria de Caldes de Montbui. Actualmente se encuentra al lado izquierdo de la capilla del Santísimo. La imagen actual es una reproducción de la imagen antigua que se quemó el 21 de julio de 1936 durante la guerra civil española, a excepción de la cabeza que se pudo salvar del medio de las llamas.

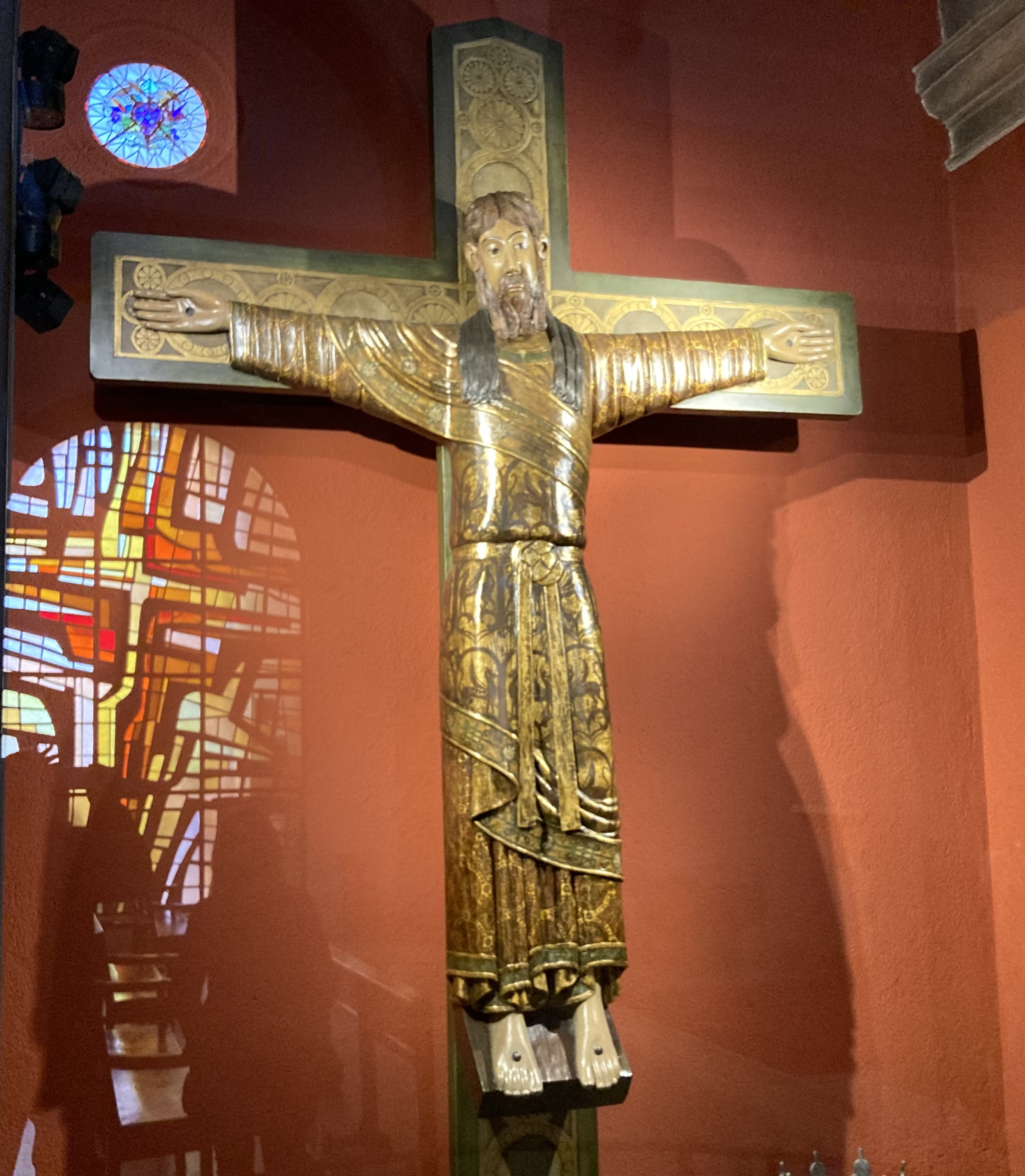
Talla bizantina del -

## La antigua imagen de la Santa Majestad
La Santa Majestad de Caldes de Montbui era una imagen que medía 196 cm por 185cm. La cruz medía 380 cm por 203 cm. El grueso de la cruz era de 5cm y la anchura de 32 cm. Los críticos de arte sitúan el origen de la imagen entre los siglos XII y XIII.
La imagen del Cristo Majestad vestía una túnica con mangas y un manto que iba del hombro derecho bajando en diagonal por el encima el pecho. A la altura de la cintura llevaba un cinturón que ceñía la túnica y el manto al mismo tiempo. Los pies reposaban sobre un supedani y los brazos esyaban estirados sobre la cruz totalmente horizontales. La cabeza, conservada en la imagen actual, está ligeramente inclinada hacia el lado derecho, tiene los ojos abiertos y las cejas curvilíneas, lleva una larga cabellera que cae sobre los hombros y una barba decorada con rizos.

## La leyenda
Entre la población de Caldes de Montbui ha corrido la leyenda que la imagen fue traída por una tribu bohemiana que lo utilizaba como puente para atravesar riachuelos y torrentes. Esta tribu se instaló en Caldes con la imagen. Una vez la tribu decidió marchar de la población resultó que la imagen aumentó su peso. Ante la dificultad de trasladarla de un lugar al otro, la tribu decidió dejarla en la población. 
Está documentada la venida de tribus del Este de Europa durante el siglo XV a Cataluña, pero no se ha encontrado ningún documento que relacione la llegada de estas tribus y la imagen de la Santa Majestad. La leyenda habría servido para dar explicación de los disparos característicos del arte bizantino de la imagen. En todo caso la primera referencia documentada sobre la Santa Majestad es del siglo XVII. 

## La actual imagen de la Santa Majestad
El martes 21 de julio de 1936, gente armada hizo una hoguera ante la iglesia donde quemaron objetos de culto e imágenes, entre ellas, la Santa Majestad. Un aldeano pudo salvar la cabeza de la imagen de la hoguera. 
El mes de octubre de 1937 el padre Ramon Giralt, vicario de la parroquia, encomendó la reconstrucción de la imagen al escultor barcelonés Josep Ríes. Acabada la guerra se recuperó la cabeza de la antigua imagen y se colocó en la nueva. La nueva reproducción fue entregada a la población el segundo domingo de octubre de 1939, día de la fiesta de la Santa Majestad.